# Panitan
Panitan est une municipalité de la province de Cápiz, aux Philippines. En 2015, la localité compte 40 289 habitants.